# Cisaucula peruviana
Cisaucula peruviana là một loài bướm đêm trong họ Noctuidae.